# (33008) Tatematsu
(33008) 1997 EU17 est un objet de la ceinture principale extérieure de 15,664 km de diamètre découvert en 1997.

## Description
(33008) 1997 EU17 a été découvert le 3 mars 1997 à l'observatoire de Kitami, situé à l'est d'Hokkaidō (Japon), par Kin Endate et Kazuro Watanabe.

### Caractéristiques orbitales
L'orbite de cet astéroïde est caractérisée par un demi-grand axe de 3,25 ua, un périhélie de 3,09 ua, une excentricité de 0,05 et une inclinaison de 13,53° par rapport à l'écliptique. Du fait de ces caractéristiques, à savoir un demi-grand axe entre 3,2 et 4,6 ua, il est classé, selon la JPL Small-Body Database, comme objet de la ceinture principale extérieure.

### Caractéristiques physiques
(33008) 1997 EU17 a une magnitude absolue (H) de 12,8 et un albédo estimé à 0,066, ce qui permet de calculer un diamètre de 15,664 km. Ces résultats ont été obtenus grâce aux observations du Wide-Field Infrared Survey Explorer (WISE), un télescope spatial américain mis en orbite en 2009 et observant l'ensemble du ciel dans l'infrarouge, et publiés en 2011 dans un article présentant les premiers résultats concernant les astéroïdes de la ceinture principale.